# Projecte genoma

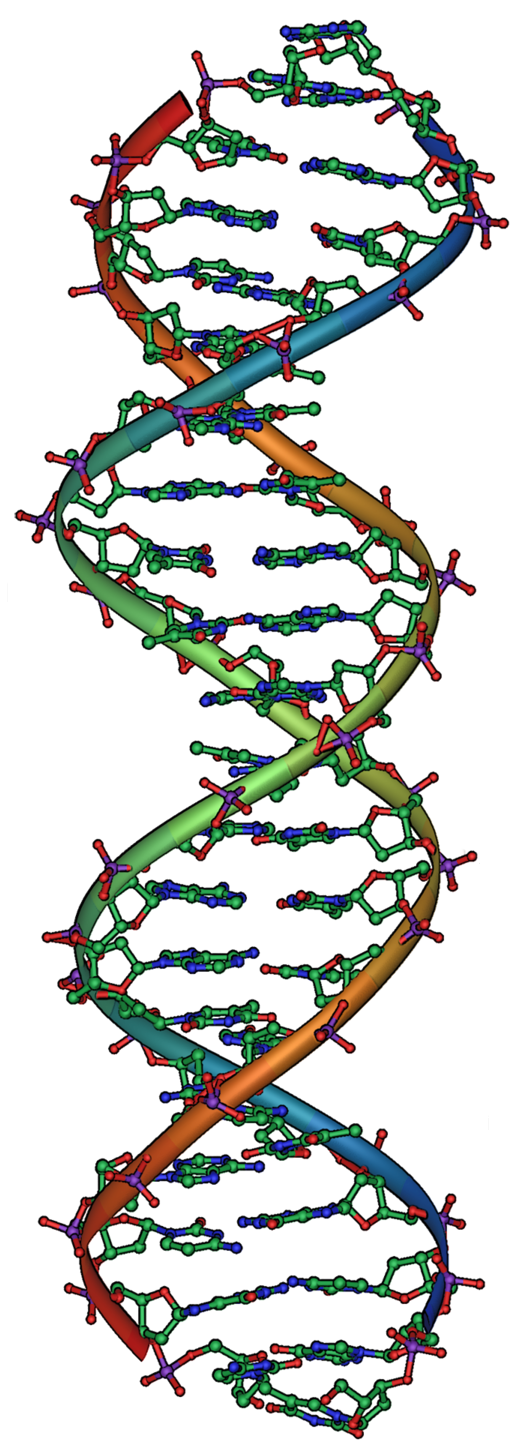
Cadena d'ADN

Projecte genoma és el nom que rep un treball conjunt realitzat per diversos països que intenta revelar la seqüència d'ADN d'un organisme (el qual pot ser animal, vegetal, fongs, bacteris o d'un virus) a través del seu mapejament.
Un d'aquest projectes considerat com a marc és el Projecte Genoma Humà que ja està tenint impacte en la recerca de diverses zones de les ciències humanes, amb potencial de desenvolupaments científics i comercials.

## Metodologia

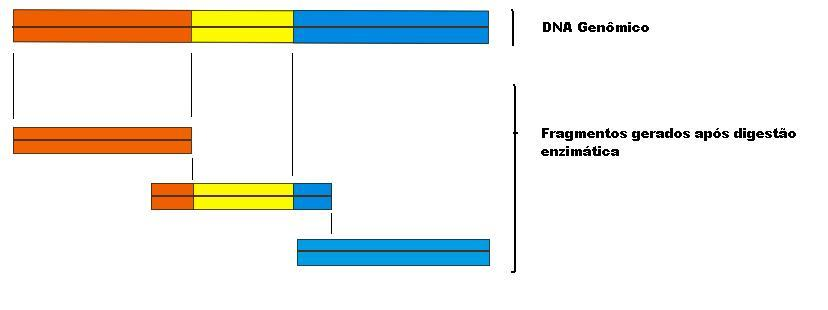
Sobreposició de clons.

El muntatge del genoma es fa a través de launió d'un gran nombre de seqüències curtes d'ADN, que s'uneixen per crear una representació del cromosoma original de l'ADN en estudi. En un projecte de seqüenciació shotgun, tot l'ADN d'un ser viu analitzat inicialment és partit en milions de petits trossos. Aquests trossets aleshores són "llegits" per màquines de seqüenciació automàtica. Es fa servir un algorisme de muntatge d genoma per reunir totes les parts i posar-les en l'ordre original.

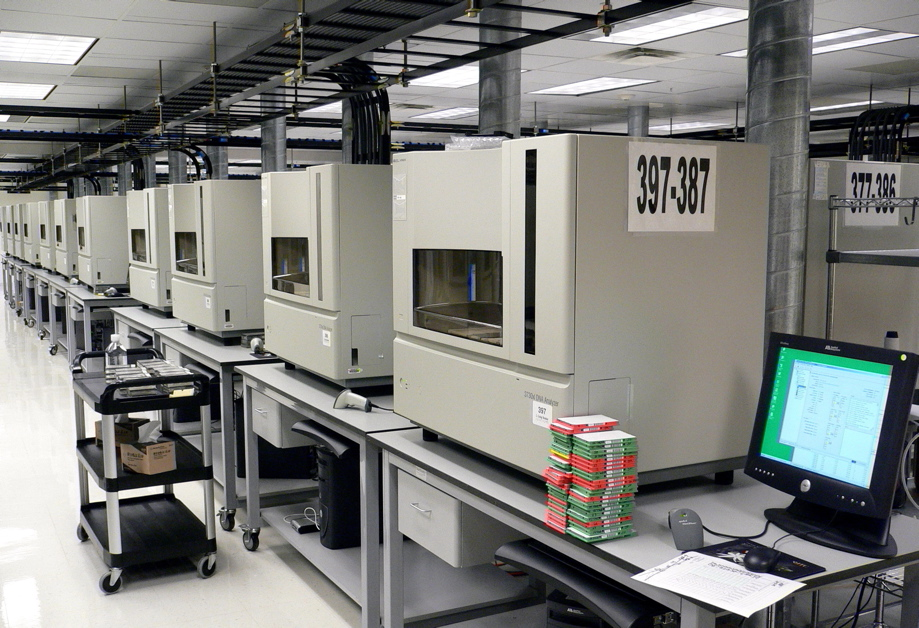
Màquines que realitzen la seqüenciació de l'ADN

L'empresa Celera Genomics utilitzà una metodologia semblant per intentar desvetllar el genoma humà. A través de la seqüenciació shotgun va ser capaç de seqüenciar tot el genoma en només 9 mesos, sense comptar el temps necessari per analitzar tot el material seqüenciat. Aquesta metodologia ja havia estat emprada per seqüenciar el genoma de Haemophilus influenzae.

## Programari
La majoria dels instituts fan servi programari (software) propi, entre aquests hi ha: 
- AMO
- Celera Assembler
- The Arachne
- Phred/Phrap

## Exemples de Projectes
Animals
- Humans - Homo sapiens sapiens; vegeu Projecte Genoma Humà
- Neanderthal - "Homo neanderthalensis", vegeu Genoma del Neandertal
- Ratolí - Mus musculus
- Rata noruega - Norvegicus
- Ximpanzé comú - Pan troglodytes
- Rhesus - Macaca mulatta
- Gallina domèstica - Gallus gallus
- Tammar Wallaby (un petit cangur) - Macropus eugenii
- Gat domèstic - Felis silvestris
- Gos domèstic - Canis lupus familiaris
- Un insecte - Drosophila melanogaster
- El peix - Brachydanio rerio
- Gripau africà - Xenopus laevis
- Baiacu, Tetraodontidae
- Caenorhabditis elegans - un cuc nematode
- Abella de la mel, Apis mellifera

Plantes
- Arabidopsis thaliana
- Arròs, Oryza sativa
- Blat, Triticum aestivum
- Moresc, Zea mays
- Pollancre o Àlber
- Tomàquet Solanum lycopersicum
- Vinya, Vitis vinifera

Microorganismes
- Haemophilus influenzae - un bacteri (el primer totalment seqüenciat)
- Un llevat del pa i la cervesa - Saccharomyces cerevisiae
- Un fong - Neurospora crassa
- Escherichia coli - un bacteri
- Virus SARS
- Grip espanyola